# Delovno pravo
Delovno pravo je celota zakonov, upravnih odločb in precedenčnih judikatov, ki obravnavajo pravice in obveznosti delavcev ter njihovih delodajalcev. Delovno pravo vsebuje številne vidike odnosov med sindikati, delodajalci in delojemalci. V nekaterih državah se to še drobi na obrtne zbornice. Lahko ga delimo na dve poglavitni področji:
- individualno delovno pravo, ki ureja standarde in minimalne pravice posameznih delavcev in varstvo teh pravic.
- kolektivno delovno pravo, ki se nanaša na tristransko razmerje med zaposlenimi, delodajalci in sindikati in je področje vzpostavljanja pogodb in uveljavljanja le-teh pravil preko vlade ali njenih agencij, sodišč ali inšpektoratov.

V okvir delovnega prava vštevamo tudi pravo varnosti pri delu, ki ureja obveznosti delodajalcev pri zagotavljanju zdravega delovnega okolja. V slovenskem delovnem pravu je uveljavljena koncepcija pogodbenega odnosa med delavcem in delodajalcem, ki pa je dopolnjena s kolektivnimi pogajanji med socialnimi partnerji na nivoju države ter med delodajalcem in sindikatom na nivoju podjetja.

## Zgodovina
Pravice in dolžnosti delavcev so bile predmet urejanja z nastopom industrijske revolucije. Z bolj učinkovitim delom in večjim izkupičkom industrijalcev pa tudi z usihanjem suženjske delovne sile se dvigujejo pritiski na bolj človeške ureditve dela, predvsem za otroke. Tako je eden prvih pravnih dosežkov na tem področju z leta 1802 prepoved nočnega dela za otroke ter omejitve dela na 12 ur na dan. Zahtevalo je osnovno izobraževanje za otroške delavce, prostore za spanje in zagotovljena oblačila. Velika Britanija je bila ena prvih držav v stiku z industrializacijo in tako bila tudi nosilka vseh socialnih reform na tem področju. Ostale države so temu sledile, a napredek je bil pogojen s prilagajanju gospodarstva in fevdalizma na nove tehnologije in nove razmere, ki so nastale s porastom izumom in odkritij. Leta 1874 so bile spremembe po daljšem vplivanju že bolj opazne, tako ženske kot otroci so lahko na dan delali maksimalno 10 ur. Podobne reforme ali s podobnimi rezultati so bile izvedene tudi v Franciji, Nemčiji, Švici, Avstriji, Italiji, Španiji, a pomembno je izpostaviti kako različno so uveljavljali to zakonodajo. Avstro-Ogrska monarhija je na madžarski izredno poljedelski polovici imenovani Madžarska kraljevina zapustila izredno malo uresničljive zakonodaje, tako da je avstrijska zakonodaja veljala le kot sekundarni pravni vir, Avstrijski del pa se je skliceval na zakonodajo Velike Britanije pri urejanju varovanja otroških delavcev, vladni inšpektor pa je bil odgovorna oseba za uresničevanje standardov v tovarnah.
Nadaljnje reforme so bile namenjene predvsem delu v rudnikih, ki so bili v veliki večini vsaj delno nadzirani od države. Pravila so bila namenjena predvsem izogibanju možnosti poškodb pri delu ali celo takrat neizogibnih smrtnih žrtev. Te reforme so pričeli s 1880 naprej.

## Individualno delovno pravo

### Pravila zaposlovanja
Bistvena lastnost delovnega prava je seznam pravic in obveznosti delavca in delodajalca, ki so predmet pogodbe o zaposlitvi. Ta pogodbeni element zaposlovanja je ključno za razlikovanje med fevdalizmom in novim redom. Vedno več elementov te zaposlitve se prekrivajo z zakonodajo ali običajnim pravom. Vedno več zaposlitev dobivajo naravo prekernega dela, kar daje delodajalcu možnost odpovedi v kadarkoli in iz kateregakoli razloga, preprečuje pa se odpoved iz prepovedanih razlogov.
Pogodba o zaposlitvi pomaga pri urejanju odnosov, saj navkljub pogodbeni svobodi omogoča pravno varnost z zagotavljanjem nujnih sestavin pogodbe, ki omogočajo obema stranema, da lahko pričakujejo neko določeno ravnanje v določenih situacijah. Tako je potrebno določiti opis delovnega mesta, pravica do dopusta, vedenje ob odpovedi. Nekje je vse to že del državne zakonodaje.

### Minimalna plača
Minimalna plača se lahko določa na več različnih načinov. Lahko je to urejeno z zakonodajo. Praviloma gre za netržno ceno dela, ki omogoča boljšo kvaliteto življenja za delavce. Z zakonom ima minimalno plačo urejena Nizozemska, Luksemburg, Nova Zelandija, Paragvaj, Portugalska, Poljska, Španija, Belgija, Brazija, Združene države Amerike, Tajvan, Grčija, Združeno kraljestvo, Japonska, Slovenija. Ekonomija trdi, da dvig minimalne plače praviloma poveča brezposelnost. Večina razvitih držav ureja minimalno plačo, a so tudi države, kjer to sredstvo uravnavanja gospodarstva ni uporabljena.
Nekatere države minimalne plače ne urejajo z zakonodajo. Švedska ureja minimalno plačo s pomočjo kolektivnih pogodb med delodajalci in delojemalci, ki obsega tudi delavce in delodajalce, ki niso dejavni ali v sindikatih ali zbornicah.
Prve državno urejene minimalne plače so bile določene v ZDA leta 1938, v Braziliji 1940, v Indiji 1948, V Franciji 1950, v Združenem kraljestvu 1998.leta. V Evropski uniji leta 2011 ima 18 od 28 članic državno minimalno plačo.

### Varnost pri delu
Praviloma je zakonodaja varstva pri delu namenjena minimiziranju incidentov. Varstvo pri delu se tako ureja preko svetovanja, varstvene opreme in izobraževanja delavcev.

### Diskriminacija
Uveljavlja se zakone, ki preprečujejo omejevanje zaposlovanja na podlagi preferiranja rase, spola. Nekatere ustave, državne ureditve preprečujejo tudi drugačne diskriminacije.

### Otroško delo
To področje je ena prvih stvari, ki so bile urejene s pomočjo delovnega prava. Še vedno v 21.stoletju najdemo različna dela, ki bi bila sporna.

## Kolektivno delovno pravo
Kolektivno delovno pravo naslavlja razmerja med delodajalci, delojemalci, sindikati ter vlado.

### Sindikati
Sindikati so organizirana skupina delavcev, ki uveljavljajo svoje pravice v kolektivnem pogajanju skupaj z delodajalci. Uveljavljanje pravic in izbira sredstev pri pogajanju je predmet različnih pravil, ki so lahko tako predmet zakonodaje kot avtonomnih pravil samih sindikatov.

### Pravica do informiranja in posvetovanja
Statut podjetja oziroma pravni akt ustanovitve podjetja lahko zahteva v nekaterih državah, da se znotraj podjetja obvešča in posvetuje z delavci o pomembnih odločitvah vezanih na prihodnost podjetja.
Nekatere države poznajo tudi soupravljanje podjetja. Ob določeni velikosti podjetja delavci imenujejo predstavnika, delavskega direktorja, ki v imenu vseh zaposlenih predstavlja njihov glas v upravi podjetja, prevzema določene odgovornosti znotraj podjetja in velja za posrednika med različnimi interesi, ki bi bili drugače lahko predmet spora ali zapletov.

### Kolektivno delovanje in kolektivno pogajanje
V primeru sprememb ali preurejanja kolektivnih pogodb nastopi kolektivno pogajanje. Zagotavljanje kvalitetnega sporazuma omogoča socialni mir in urejeno gospodarstvo.
Najbolj skrajen odpor, ki odstopa od pogajanja, je stavka. Stavka je lahko tudi zakonita kot tudi legitimna, a so tudi odstopanja. Tako je dovoljena stavka, ki je bila demokratično izglasovana med delavci podjetja po demokratični poti, ki je bila vnaprej predpisana. Stavke pa so lahko prepovedano ali omejene pri določenih občutljivih poklicih, nezaželeno je tudi, da bi stavkali delavci drugih podjetij iz občutkov pristaštva nad kršitvami enega samega podjetja.
Možen je tudi bojkot, to je odklonitev določenega blaga, odklanjanje določenega izdelka, določenega posameznika, določenega podjetja. Taktike so tudi upočasnjeno delo, neaktivnost pri delu, masovno neprijavljanje prihoda na delo. Te taktike so le redko še zakonite.
Običajno delovanje so protesti z napisi pred samim podjetjem, a tudi takšno delovanje je lahko sporno ob žalitvah ali omejevanju poslovanja podjetja.

## Mednarodno delovno pravo
Delavsko gibanje je izražalo skrb, da mednarodno sodelovanje, ki velja za ekonomsko globalizacijo, vpliva tudi na moč delavca pri pogajanju. Mednarodna organizacija dela in Svetovna trgovinska organizacija sta najbolj pomembne mednarodne ustanove, ki urejajo trge delovne sile. Konflikti nastanejo z delavci, ki delajo v več različnih državah. Evropska unija prav tako pridobiva na pomenu zaradi prostega pretoka delovne sile in prava, ki to ureja.

### Mednarodna organizacija dela
Z koncem prve svetovne vojne Versajska mirovna pogodba uredi nova razmerja in meje, vsebuje pa tudi ustanovno listino Mednarodnega urada za delo. Naloga organizacije je izdaja konvencij, ki jih nato sprejmejo članice in s tem zagotovijo veljavnost na mednarodnem nivoju. MOD izdaja različne konvencije in nadzira njihovo delovanje v članicah, ki so jih sprejele. Ta poročila se izdajajo letno, poročila sama pa ustvarjajo pritisk javnosti, da se članice potrudijo urediti razmere dela. Pred drugo svetovno vojno marsikatera konvencija ni bila sprejeta.
MOD je za hrbtenico svojega delovanja določila osem konvencij, ki so tako obvezujoče za članstvo. Tako so bistvena za MOD pravica do včlanitve v sindikat, kolektivno delovanje in pogajanje (MOD konvencija 87 in 98), prepoved prisilnega dela (MOD 29 in 105), prepoved otroškega dela pred koncem osnovnega obveznega šolanja (MOD 138 in 182) in prepoved diskriminacije na delovnem mestu (100 in 111). Te konvencije so prisilne in države so pozvane v podreditev tudi, če te konvencije niso ratificirane.

### Svetovna trgovinska organizacija
Druga organizacija, ki lahko uresničuje izvrševanje mednarodnih konvencij s pomočno sankcij omejevanja trgovanja, je mednarodna trgovinska organizacija. Tako so kršitve zoper pravila STO lahko posledica vzpostavljanja tarif na mednarodno trgovanje s kršiteljem ali celo prepoved poslovanja z nekaterimi članicami. To pa se ne zdi, da bi lahko postalo inštrument za spoštovanje človekovih pravic ali delavskih pravic, saj nasprotniki trdijo, da bi takšne sankcije bile usodne za gospodarstvo neke države, še vedno pa ni nobene garancije, da bi sankcija resnično prinesla tudi reforme, ki bi problem kršenja uredile. Namesto politike kaznovanja se tako razmišlja o politiki sodelovanja. Nekatere države tako dajo prednost državam oziroma izvoznikom, kjer takšnih kršitev ni.

### Delo v različnih državah
Zasebno mednarodno pravo ureja odnose tudi delavcem, ki delajo v različnih državah in so tako podrejenim različnim jurisdikcijam. Po Rimski pogodbi imajo delavci zaposlovalne pravice države, kjer navadno delajo. Imajo pa tudi pravice v drugi državi, če lahko vzpostavijo bližnjo povezavo z njo. Pravila poudarjajo, da se pravila uporablja z namenom zaščititi delavca.
Prav tako je pomembno, da ima sodišče sodno pristojnost odločati o takšni zahtevi. Po ES 44/2001 oziroma Prvi bruseljski pogodbi to zahteva, da delavec navadno dela v mestu, kjer se zahteva poda ali, da je tam zadnjič delal oziroma je tam prijavljen bil njegov delodajalec.

### EU pravo
Evropsko pravo ima izrazite delovne zakone, ki uradno izločijo po Ustavni pogodbi o delovanju Evropske unije zadeve okoli določanja minimalne plače, pravičnost odpovedi delovnega razmerja in narave kolektivnega pogajanja. A veliko količina konvencij določa druga področja. Tako evropska direktiva o delovnem času določa 28 dni plačanega dopusta in Direktiva okvirne enakosti preprečuje vse vrste diskriminacij.
Na področju EU pa se še vedno razvijajo predpisi in sodna praksa, ki odloča o pravicah stavkanja in drugih kolektivnih aktivnosti, ki se razvijajo čez mejo.

## Povezave
1. ↑  »Evropska komisija, Davčenje in carinjenje«.
2. ↑  »Evropska zakonodaja«.